# Ignacy Antoni Niemirycz
Ignacy Antoni Niemirycz herbu Klamry – chorąży owrucki w latach 1771-1790, dworzanin królewski.
Poseł na sejm 1784 roku z województwa kijowskiego.